# Hong Cha-ok
Hong Cha-ok, född 10 mars 1970 i Iksan, Sydkorea, är en sydkoreansk bordtennisspelare som tog OS-brons i damdubbel i Barcelona år 1992 tillsammans med Hyun Jung-Hwa. Det blev även brons 1993 vid världsmästerskapen i Göteborg i lagklassen.